# Eleccions al Dáil Éireann de 1951

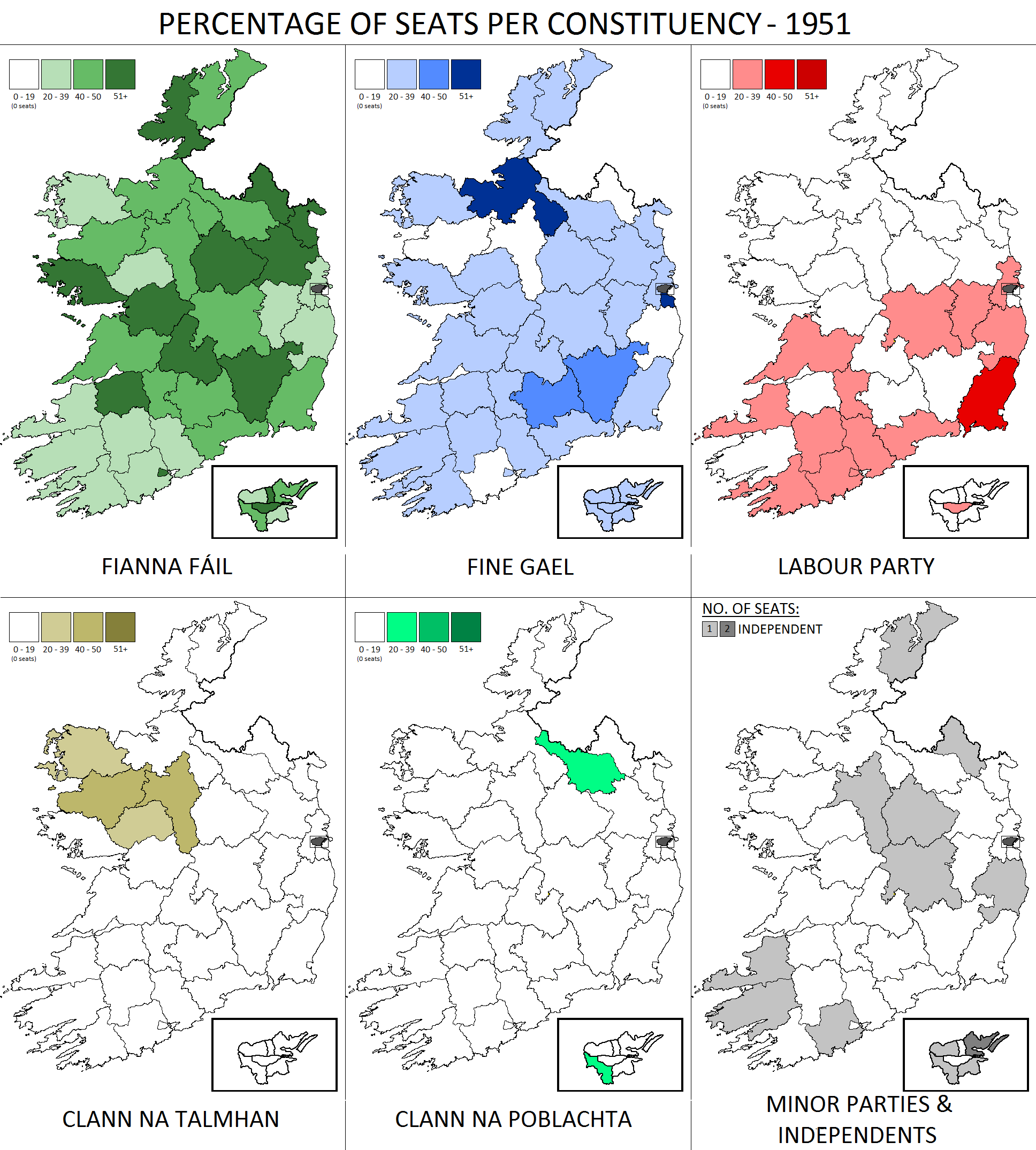
Resultats per partits i circumscripcions

Les eleccions al Dáil Éireann de 1951 es van celebrar el 14 de maig de 1951 per a renovar els 144 diputats del Dáil Éireann. Va guanyar el Fianna Fáil, qui va formar un govern en minoria.

## Resultats
| Partit             | Líder            | Vot popular | %     | Escons |
| Fianna Fáil        | Éamonn de Valera |             | 46,3% | 68     |
| Fine Gael          | Richard Mulcahy  |             | 25,7% | 40     |
| Laborista          | William Norton   |             | 11,4% | 16     |
| Clann na Talmhan   | Joseph Blowick   |             | 2,8%  | 6      |
| Clann na Poblachta | Seán MacBride    |             | 4,1%  | 2      |
| Independents       |                  |             | 9,5%  | 14     |